# Alle zusammen – jeder für sich
Alle zusammen – jeder für sich war eine von der Grundy UFA produzierte Daily Soap. Die Serie wurde vom 25. November 1996 bis zum 30. Oktober 1997 bei dem deutschen Privatsender RTL 2 montags bis freitags zwischen 19:00 Uhr und 19:30 Uhr ausgestrahlt.
Zwischen dem 27. November 2007 und dem 1. August 2009 wurden die Folgen dreimal komplett auf dem Pay-TV-Sender Passion wiederholt.

## Hintergrund
Die Serie besteht aus insgesamt 230 Folgen. Drehort war Potsdam-Babelsberg. Die Serie wurde beworben mit dem Slogan „Die Soap mit den Ärzten“.

## Handlung
Die Serie spielt im Ziegelhof, einem fiktiven Berliner Gewerbehof mit Tanzstudio, Café, Kfz-Werkstatt und einer Arztpraxis. Der verwitwete Arzt Dr. Baer kehrt aus den USA zurück und eröffnet eine Gemeinschaftspraxis mit Dr. Burkhard und Dr. Freytag. Die beiden Ärzte kennen sich von früher und kämpften um dieselbe Frau – Dr. Heike Burkhard. Neben diesem Haupthandlungsstrang gibt es weitere: Familie Kladow mit dem ehrgeizigen tyrannischen Vater Ralf, der seinem Sohn Thorsten die Beziehung mit Charlotte verbieten will; den smarten Kellner Fritz, der die Liebe seines Lebens sucht; die ehemalige Prostituierte Tamara, die von ihrer Vergangenheit eingeholt wird.
Die Serie wurde mit einem offenen Ende eingestellt. So blieb zum Beispiel unklar, von wem Heikes Baby ist und ob Sybille und Fritz wieder zusammenkommen.

## Besetzung
| Schauspieler        | Rollenname                   | Folgen  | Jahre     | Bemerkungen |
| ------------------- | ---------------------------- | ------- | --------- | --- |
| Dieter Bach         | Dr. Bruno Freytag            | 1–220   | 1996–1997 | Orthopäde, Sohn von Hajo, One-Night-Stand von Heike und Pam                                                                                          |
| Kay Böger           | Thorsten Kladow              | 1–230   | 1996–1997 | Kfz-Mechaniker, Sohn von Ralf und Ellen, Ex-Freund von Charlotte                                                                                     |
| Matthias Bundschuh  | Arnold Edel                  | 1–230   | 1996–1997 | Betreiber des „Cafe Pinguin“, mit Tamara verheiratet (zunächst Scheinehe), fühlt sich später als Frau                                                |
| Daisy Dee           | Charlotte Bonalli            | 1–139   | 1996–1997 | Kellnerin, verlässt mit Harald die Stadt, Ex-Freundin von Thorsten                                                                                   |
| Andreas Gaedicke    | Patrick Burkart              | 1–229   | 1996–1997 | Schüler, Sohn von Lukas und Heike |
| Brit Gdanietz       | Tamara Edel, geb. Juranowa   | 1–230   | 1996–1997 | Tanzlehrerin, mit Arnold verheiratet (zunächst Scheinehe), One-Night-Stand von David                                                                 |
| Stephan Hippe       | Dr. Lukas Burkhart           | 1–230   | 1996–1997 | Allgemeinmediziner, Ehemann von Heike, Vater von Patrick                                                                                             |
| Beate Maes          | Dr. Heike Burkhart           | 1–230   | 1996–1997 | Frauenärztin, Ehefrau von Lukas, Mutter von Patrick, One-Night-Stand von Bruno                                                                       |
| Wilhelm Manske      | Ralf Kladow                  | 1–230   | 1996–1997 | Kfz-Mechaniker, Ehemann von Ellen, sitzt später im Rollstuhl                                                                                         |
| Oliver Petszokat    | Friedrich „Fritz“ Dollinger  | 1–230   | 1996–1997 | Kellner im „Cafe Pinguin“, Freund von Eva |
| Angelika Perdelwitz | Ellen Kladow                 | 1–47    | 1996–1997 | Hausfrau, Ehefrau von Ralf |
| Marina Braun        | Ellen Kladow                 | 53–230  | 1997      | Hausfrau, Ehefrau von Ralf |
| Sandra Gerhard      | Pamela Baer                  | 3–180   | 1996–1997 | Studentin, Tochter von Hajo, verschwindet aus Berlin, One-Night-Stand von Bruno, Ex-Freundin von Harald                                              |
| Pamela Großer       | Caroline „Caro“ Baer         | 3–230   | 1996–1997 | Schülerin, Tochter von Hajo, Freundin von David |
| Peter Hladik        | Dr. Hans-Joachim „Hajo“ Baer | 3–220   | 1996–1997 | Chirurg, Vater von Bruno, Pamela, Caroline und Sibille                                                                                               |
| Susanne Scholl      | Christa Burkhart             | 3–230   | 1996–1997 | Bürokraft in der Praxis, Mutter von Heike, in Hajo verliebt                                                                                          |
| Denise Zich         | Sybille „Billi“ Baer         | 3–230   | 1996–1997 | Schülerin, Tochter von Hajo, war in Harald verliebt                                                                                                  |
| Jens Neuhaus        | Harald von Griebnitz         | 5–139   | 1996–1997 | Arzt im Praktikum, verlässt mit Charlotte die Stadt, Ex-Freund von Pam                                                                               |
| Andreas Bisowski    | Norbert Galle Gahlbeck       | 26–230  | 1997      | Kfz-Mechaniker, wird später der beste Freund von Eva                                                                                                 |
| Alexander T. Thein  | David Rheinsberg             | 44–230  | 1997      | Postbote, Freund von Caroline, One-Night-Stand von Tamara                                                                                            |
| Christina Drechsler | Eva Sanders                  | 64–179  | 1997      | Freundin von Fritz, leidet an Niereninsuffizienz. Erkrankt später durch eine verunreinigte Blutkonserve an Gelbsucht. Stirbt in den Armen von Fritz. |
| Wolfram Grandezka   | Edmund Ed Kerner             | 128–230 | 1997      | Aerobic-Lehrer/Physiotherapeut, Freund von Lisa |
| Julia Thurnau       | Lisa Lorentz                 | 164–228 | 1997      | Kellnerin, Jugendfreundin von Thorsten, Freundin von Ed                                                                                              |

Als Gaststars waren auch Verona Feldbusch, Stephen Dürr, Thorsten Feller, Rob Green sowie die Girlgroup Funky Diamonds vertreten.